# Trnovo (Gosztivar)
Trnovo (macedónul: Трново, albánul Tërnova) település Észak-Macedóniában, a Pologi körzet Gosztivari járásában.

## Népesség
| Lakosok száma | 918  | 994  | 997  | 961  | 713  |      | 548  | 539  | 137  |
|               | 1948 | 1953 | 1961 | 1971 | 1981 | 1991 | 1994 | 2002 | 2021 |

2002-ben 539 lakosa volt, akik mindannyian albánok.